# Style national portugais

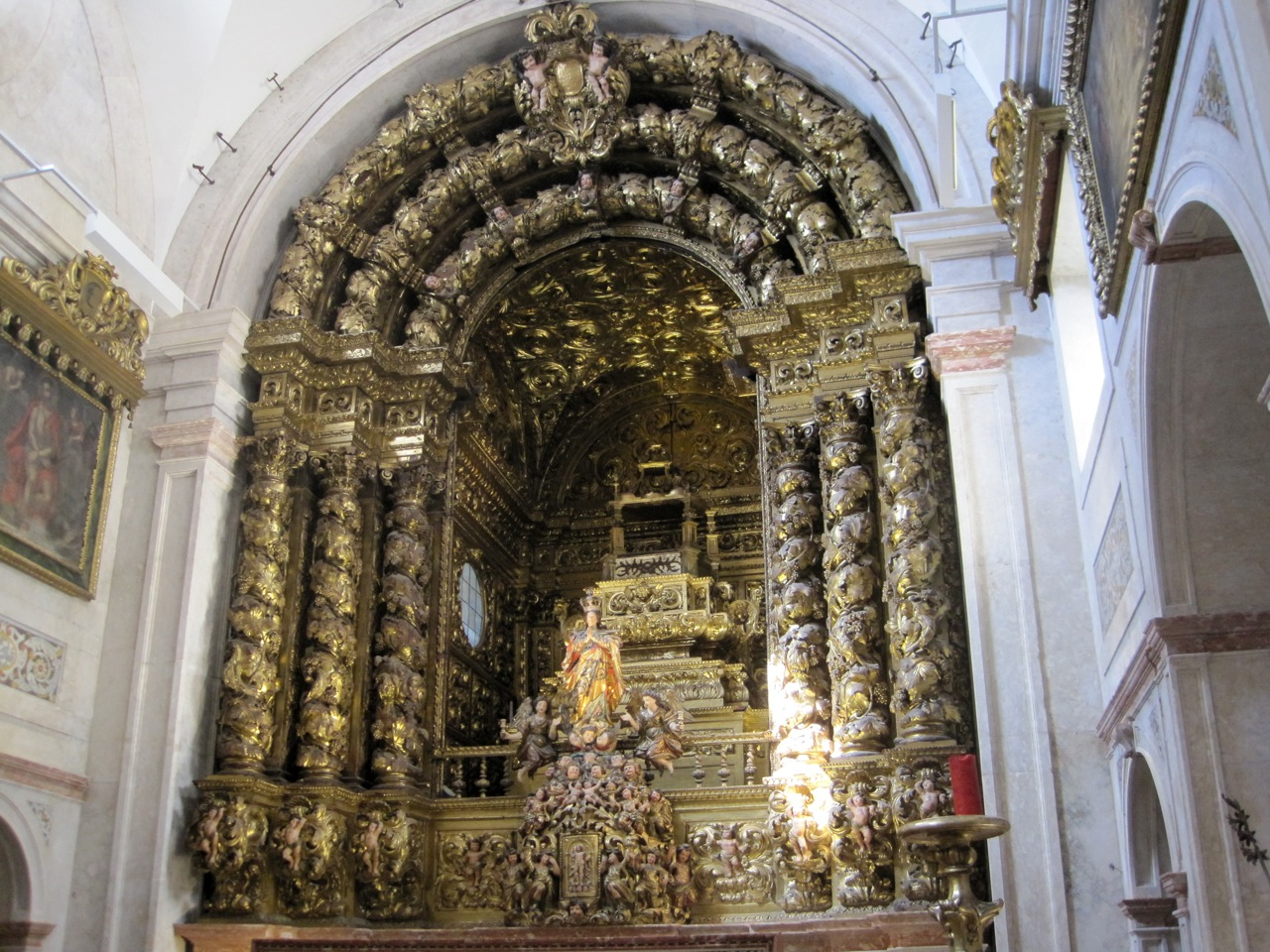
Le retable du situé à Lisbonne, de style national portugais.

Le style national portugais, ou baroque de style national portugais, ou encore retable national portugais (« Retábulo nacional português ») est un style architectural qui s'est exprimé durant la période baroque principalement au Portugal, mais aussi au Brésil durant le XVIIe et le début du XVIIIe siècles, en particulier sous le règne de Pierre II.
Il s'est développé dans les églises catholiques et, comme son nom l'indique, se caractérise par un traitement très majestueux des retables, dans lequel les colonnes sont torsadées, ornées de motifs animaux ou végétaux, et couronnées d'archivoltes concentriques.

## Historiographie et chronologie
Le terme « baroque de style national portugais » est mentionné pour la première fois par Robert C. Smith (1912-1976) dans son ouvrage A talha em Portugal publié en 1962. Smith caractérise ce style dans les modifications du vocabulaire plastique, des archétypes formels et structurels de la sculpture sur bois de la fin du XVIIe et du début du XVIIIe siècles,.
Pour Robert Smith, une division temporelle est faite entre le style « protobaroque », dont il place les limites temporelles entre 1619 et 1688, le style national, qui correspond peu ou prou au règne de Pierre II, et qui émerge quand l'art lusitanien développe des caractéristiques différant de celles de l'art hispanique,, et le baroque joanin, environ de 1720 à 1760.

## Définition et formes
Les principales caractéristiques des retables de style national portugais sont, d'une part, les colonnes torsadées ou spiralées, dite « solomoniques » et ornées — les ornements peuvent consister en phénix, feuilles de vigne, grappes de raisin —, d'autre part, le couronnement de ces colonnes en archivoltes ou en voussures concentriques. Les sculptures d’anges y sont rares, sinon inexistantes,,.
D'après Smith, ces deux caractéristiques donnent « au retable portugais une nouvelle structure, plus structurelle qu'architecturale, dynamique plutôt que statique, conférant un sens du mouvement et un effet d'unité ».
Le style se distingue notamment du baroque joanin et plus particulièrement du retable joanin (pt). Ce dernier a subi des influences baroques venues notamment d'Italie et de France, et se caractérise notamment par l'apparition de niches ou de piédestaux destinés à accueillir des images de dévotion.

## Implantation géographique
Comme son nom l'indique, ce style est naturellement très présent dans les églises du Portugal. Mais il est également extrêmement fréquent dans les édifices brésiliens construits à cette période.

Exemples de style national portugais au Brésil
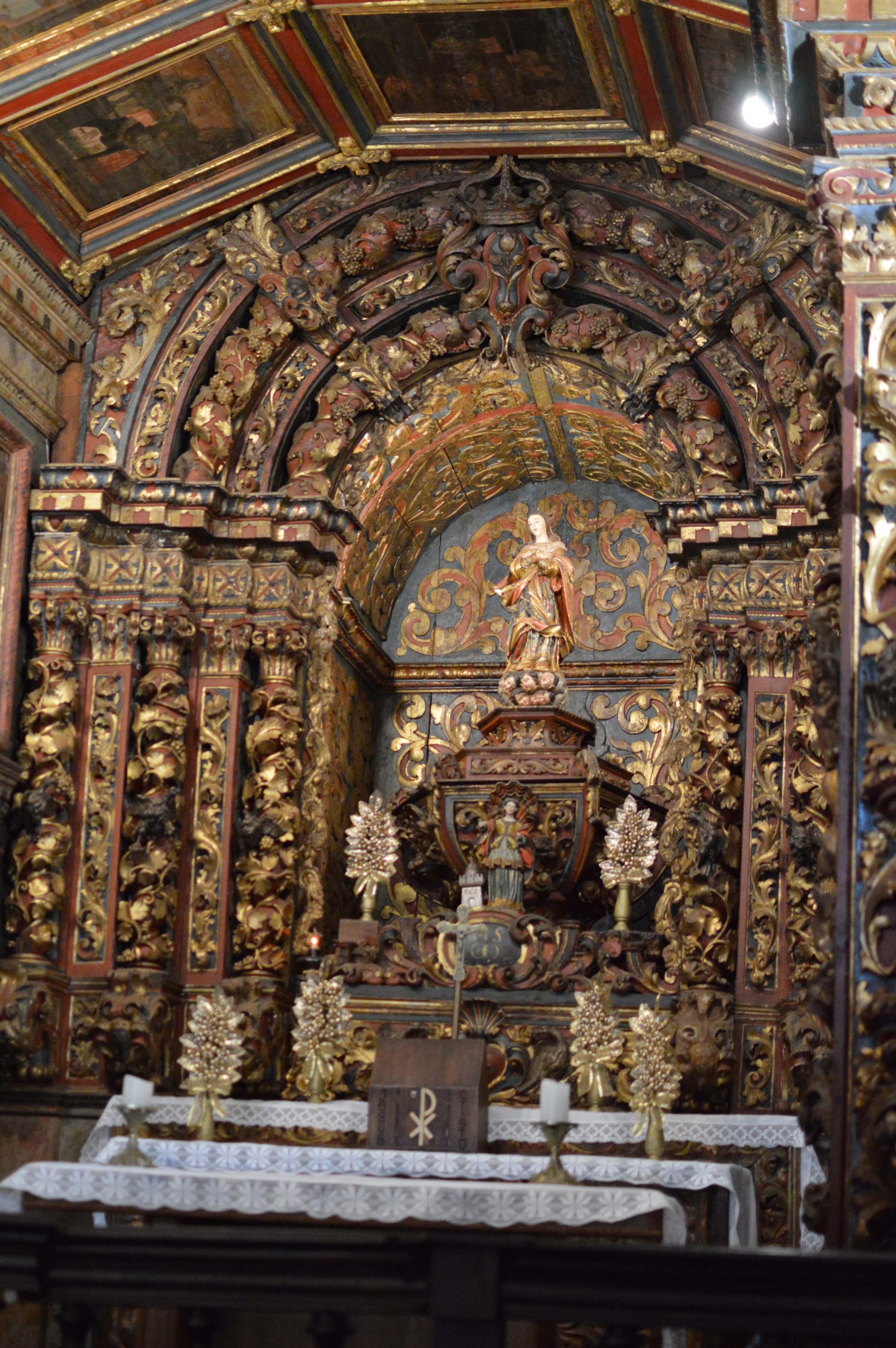
Retable de l'église de la Vierge enceinte (pt) à Sabará[5].
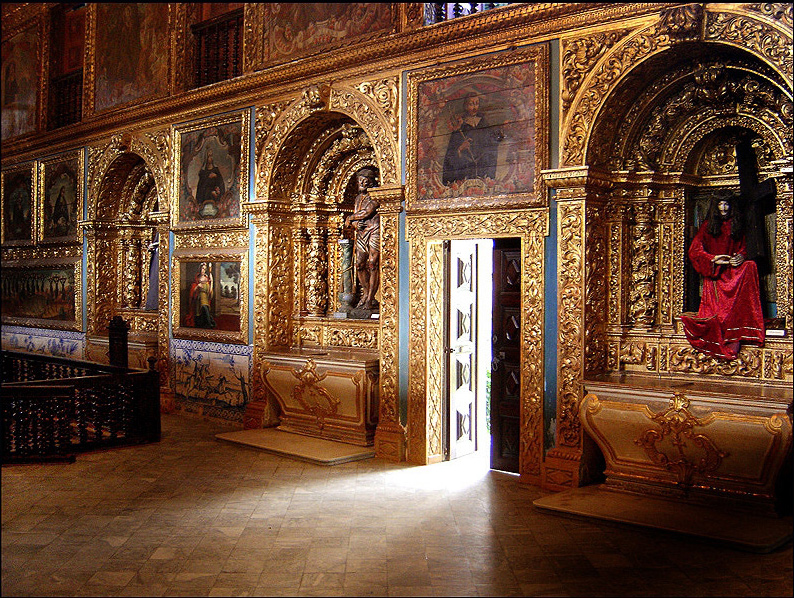
Les niches latérales de la Capela Dourada de Recife[5].